# 卡伊岛骨鳂
卡伊岛骨鳂（学名：Ostichthys kaianus），又名白線骨鱗魚、深海骨鰃，为鳂科骨鳂属的鱼类，俗名开恩骨鳞鱼。分布于台湾恒春等南海到日本及印度洋以及台湾恒春等南海等，属于暖水性近底层海鱼。